# Night Castle
Night Castle es la quinta ópera rock por Trans-Siberian Orchestra; Un CD doble, que incluye un libreto de sesenta página ilustrado por Greg Hildebrandt, que fue lanzado el 27 de octubre de 2009, debutando en el #5 en las listas de Billboard, #1 en las listas de rock, fue certificado de oro en ocho semanas, y es actualmente el platino.

## Historia
Al igual que todos sus discos anteriores, la historia es tan importante como la música. Aunque la música y la historia están diseñados para funcionar en solitario, cuando se combinan son mucho más potentes y emocionalmente atractivo. El sitio web de Rock Progresivo, "Sea of Tranquility," llamado "Night Castle," "Una obra maestra musical que lo tendrá en el borde un momento y llorando como un bebé." La historia gira en torno a un niño pequeño en una playa por la noche, donde se encuentra con un misterioso, pero no amenazante extraño. Mientras al construir un castillo de arena junto a la luz de una hoguera, él le cuenta una historia que lo lleva por todo el mundo a lo largo de la historia. "Su más ambicioso y aventurero trabajo hasta la fecha. Se recorre toda la gama de hard rock a la clásica toma al oyente a un viaje por la historia que detalla los triunfos y las locuras del hombre, sino que es en última instancia, una historia de transformación y el amor." Metal Kaoz en la revisión del álbum, dijo: "Desde el momento en que se pulsa el botón de reproducción, el oyente se expone a una amplia gama de emociones y colores que llegan a más de un clímax delicioso... el segundo CD ofrece una colección abundante de pistas re-dispuesto a hacer volar su mente. "SoundPress," lo llamó convincente, dramático, diversa, y "aunque las canciones se destacan por sus propios méritos, se sugiere fuertemente que los oyentes leen el folleto de 64 páginas," A partir de abril de 2013 iTunes, Los clientes valoran el 4,5 en una escala de 1 a 5, con 346 comentarios y la gran mayoría calificación perfecta. Cobertura Música Diversa Skope comienza su revisión con "TSO es reconocida como la gira final de ópera / teatro acto en la música actual.
En 2011, Atlantic Records lanzó el álbum en vinilo en un lado de ocho (Cuatro discos) ambientado en un cuadro de deslizamiento especial diseñado para evitar las esquinas rotas que afectan a muchos box set de vinilo. El álbum incluye una versión de Kim Fowley Nut Rocker como un tributo a Emerson, Lake & Palmer, quien a su vez había realizado la canción como un homenaje a Tchaikovsky. Greg Lake de Emerson, Lake & Palmer honró la banda por tocar el bajo en el álbum.
Los Bonus tracks incluyen las canciones "Child of the Night" y "Believe", que, según la banda, son una visión de proyectos futuros. Una pista de la prima adicional, "The Flight of Cassandra", estaba disponible exclusivamente en línea en Amazon.com, la primera vez que TSO había hecho algo como esto.

## Lista de canciones
| CD 1  |        |          |  |
| N.º   | Título | Duración |  |
| 63:10 |        |          |  |

| CD 2  |                                                                 |          |  |
| N.º   | Título                                                          | Duración |  |
| 1.    | «Moonlight and Madness» (Instrumental)                          | 5:04     |  |
| 2.    | «Time Floats On»                                                | 3:37     |  |
| 3.    | «Epiphany»                                                      | 10:56    |  |
| 4.    | «Bach Lullaby» (Instrumental)                                   | 0:49     |  |
| 5.    | «Father, Son & Holy Ghost»                                      | 6:48     |  |
| 6.    | «Remnants of a Lullaby»                                         | 3:10     |  |
| 7.    | «The Safest Way Into Tomorrow (Reprise)»                        | 1:43     |  |
| 8.    | «Embers» (Instrumental)                                         | 3:53     |  |
| 9.    | «Child of the Night» (The Flower Duet)                          | 3:29     |  |
| 10.   | «Believe»                                                       | 6:12     |  |
| 11.   | «Nutrocker» (Instrumental)                                      | 4:07     |  |
| 12.   | «Carmina Burana»                                                | 2:44     |  |
| 13.   | «Tracers» (Instrumental)                                        | 5:47     |  |
| 14.   | «Requiem» (Live 2010 (European Release Only))                   |          |  |
| 15.   | «Toccata - Carpimus Noctem» (Live 2010 (European Release Only)) |          |  |
| 58:19 |                                                                 |          |  |

## Personal
- Paul O'Neill - Productor
- Robert Kinkel - Productor
- Dave Wittman - Grabación & Ingeniero de Mezcla

### Intérpretes

#### Voces
Solos:
- Jay Pierce - "Childhood Dreams", "The Safest Way Into Tomorrow"
- Tim Hockenberry - "Sparks", "Believe"
- Jeff Scott Soto - "Night Castle", "Another Way You Can Die", "Dreams We Conceive", "Time Floats On", "The Safest Way Into Tomorrow (Reprise)"
- Rob Evan - "There Was a Life", "Epiphany"
- Jennifer Cella - "Father, Son, and Holy Ghost", "Remnants of a Lullaby"
- Alexa Goddard - "Child of the Night"
- Valentina Porter - "Child of the Night"

Apoyos:
- Steve Broderick
- Luci Butler
- Jennifer Cella
- Britney Christian
- Rob Evan
- Dina Fanai
- Tommy Farese
- Allison Flom
- Tony Gaynor
- Christie George
- Alexa Goddard
- Kristin Lewis Gorman
- Erin Henry
- Steena Hernández
- Kelly Keeling
- Robert Kinkel
- Danielle Landherr
- James Lewis
- Tany Ling
- Sanya Mateyas
- Ireland Wilde O'Neill
- Valentina Porter
- Andrew Ross
- Bart Shatto
- Evan Shyer
- Abby Skoff
- Zachary Stevens
- Adrienne Warren
- Scout Xavier

Guias:
- Bryan Hicks - "Epifanía"
- Dina Fanai - "Noche Encantada"
- Robert Kinkel - "Noche Encantada"

Coro Evangélico:
- Keith Jacobs
- Lucille Jacobs
- Nathaniel Jacobs
- Shelia Upshaw

Coro de Niños:
- The American Boychoir, directed by Fernando Malvar-Ruiz

Diálogo vietnamita:
- Truc Xuan Le
- Khanh Ong
- Nhattien Nguyen
- Nga Nguyen

#### Instrumentos
Banda:
- Paul O'Neill - Guitarras
- Robert Kinkel - Teclados
- Jon Oliva - Teclados
- Al Pitrelli - Plomo & Guitarras Rítmicas
- Chris Altenhoff - Bajo
- Luci Butler - Teclados
- Chris Caffery - Guitarras
- Shih-Yi Chiang - Teclados
- Roddy Chong - Violín
- Angus Clark - Guitarras
- Jane Mangini - Teclados
- Johnny Lee Middleton - Bajo
- John O. Reilly - Batería
- Anna Phoebe - Violín
- Jeff Plate - Batería
- Alex Skolnick - Guitars
- Derek Wieland - Teclados
- Dave Wittman - Batería, Guitarra, & Inserto de Bajos

Cuerdas:
- Roddy Chong
- Caitlin Moe
- Anna Phoebe
- Allison Zlotow
- Lowell Adams
- Karen Dumke
- Lei Liu
- Chizuko Matsusaka
- Sarah Shellman

Instrumentos Adicionales:
- Jeff Allegue - Bajo
- Jay Coble - Trompeta
- Alicia Crawford - Bajo
- Jason Gianni - Batería
- Peter Evans - Trompeta
- Max Johnson - Bajo
- Greg Lake - Bajo en "Nutrocker"
- Trey Tosh - Guitarras
- Criss Oliva - Guitarras en la versión original de "The Mountain".

## Conexiones en Savatage
Algunas de las canciones de Night Castle t traza sus orígenes a la música escrita por  Savatage, la banda de heavy metal de la que evolucionó Trans-Siberian Orchestra.
- "The Mountain" " fue grabado originalmente como "Prelude to Madness" en Hall of the Mountain King. La canción es basada en In the Hall of the Mountain King de Edvard Grieg con la nueva música añadida en el estilo de Holst.
- Partes de la canción "The Lion's Roar" se han tomado de la canción "Temptation Revelation" fuera del álbum Gutter Ballet. Las partes son también de la canción tradicional irlandesa "The Minstrel Boy"
- "Mozart and Memories",  una reelaboración de Symphony No. 25 de Mozart, fue grabado originalmente como "Mozart and Madness" en Dead Winter Dead.
- "Believe" fue presentado originalmente en Streets: A Rock Opera; pfue presentado originalmente en "Alone You Breathe" en Handful of Rain y "When The Crowds Are Gone" en Gutter Ballet.